# الحزب الليبرالي الديمقراطي الروسي
الحزب الليبرالي الديمقراطي الروسي (بالروسية: Либерально-демократическая партия России، ليبيرانا-ديموكراتيتشيسكايا بارتييا راسي) حزب سياسي روسي، تأسس منذ تأسيسها عام 1991 على يد فلاديمير جيرينوفسكي الشخصية الكارزميّة والمثيرة للجدل والمعارض اللدود لكل من الشيوعية و«غابات» الرأسمالية، حقق الحزب نجاحاً كبيراً في انتخابات التشريعية الروسية عام 1993، وفي الانتخابات التشريعية الروسية عام 2007 كسب الحزب 8.14% من مجمل أصوات الناخبين فنال على إثرها 40 مقعداً من أصل 450 من مقاعد مجلس الدوما، يصف الحزب نفسه بالمؤيد للإصلاح والديمقراطية ويدعو إلى اقتصاد مختلط وإلى إعادة وضع روسيا كقوة عظمى.

## روابط خارجيّة
- البرنامج السياسي للحزب  (بالروسية)
- موقع الحزب الرسمي (بالروسية)